# タイルハイム
タイルハイム (ドイツ語: Theilheim) はドイツ連邦共和国バイエルン州ウンターフランケン地方のヴュルツブルク郡の町村（以下、本項では便宜上「町」と記述する）である。

## 地理
タイルハイムはヴュルツブルク地方に位置する。

### 自治体の構成
この町は、公式にはタイルハイム集落単独で構成される。

## 歴史
タイルハイムは、ヴュルツブルク司教領の一部として1803年にまずバイエルン大公領に世俗化された。その後プレスブルクの和約（1805年）に基づいてトスカーナ大公フェルディナンド3世によって創設されたヴュルツブルク大公国領に移されたが、1814年に最終的にバイエルン王国領となった。

### 人口推移
- 1970年 1,789人
- 1980年 2,067人
- 2000年 2,305人

## 行政
この町の町長は、トーマス・ヘルピヒ (Miteinander Theilheim gestalten) である。

## 経済と社会資本

### 教育
- 国民学校 1校

## 引用
1. ↑  https://www.statistikdaten.bayern.de/genesis/online?operation=result&code=12411-003r&leerzeilen=false&language=de Genesis-Online-Datenbank des Bayerischen Landesamtes für Statistik Tabelle 12411-003r Fortschreibung des Bevölkerungsstandes: Gemeinden, Stichtag (Einwohnerzahlen auf Grundlage des Zensus 2011)
2. ↑  Bayerische Landesbibliothek Online